# Alucita
Genre
Alucita est un genre de lépidoptères de la famille des Alucitidae ; il est le genre type de la famille.

## Liste des espèces
- Alucita abenahoensis
- Alucita acalles
- Alucita acalyptra
- Alucita acascaea
- Alucita acutata Scholz & Jackh, 1994
- Alucita adriendenisi B.Landry & J.-F.Landry, 2004
- Alucita adzharica
- Alucita agapeta
- Alucita amalopis
- Alucita ancalopa
- Alucita anemolia
- Alucita anticoma
- Alucita aramsolkiensis Gielis, 2009
- Alucita araxella
- Alucita argyrospodia (Diakonoff, 1954)
- Alucita arriguttii
- Alucita atomoclasta
- Alucita baihua
- Alucita baliochlora (Meyrick, 1929)
- Alucita balioxantha
- Alucita beinongdai
- Alucita bidentata Scholz & Jackh, 1994
- Alucita brachyphinus (Hering, 1917)
- Alucita brachyzona
- Alucita bridarollii
- Alucita brunnea
- Alucita budashkini Zagulajev, 2000
- Alucita bulgaria Zagulajev, 2000
- Alucita butleri
- Alucita canariensis Scholz & Jackh, 1994
- Alucita cancellata (Meyrick, 1908)
- Alucita capensis
- Alucita caucasica
- Alucita certifica
- Alucita chloracta
- Alucita cinnerethella
- Alucita coffeina
- Alucita compsoxantha
- Alucita crococyma
- Alucita cyanophanes
- Alucita cymatodactyla Zeller, 1852
- Alucita cymographa (Meyrick, 1929)
- Alucita danunciae Vargas, 2011
- Alucita debilella Scholz & Jackh, 1994
- Alucita deboeri Gielis, 2009
- Alucita decaryella
- Alucita dejongi Gielis, 2009
- Alucita desmodactyla Zeller, 1847
- Alucita devosi Gielis, 2009
- Alucita dohertyi
- Alucita ectomesa
- Alucita entoprocta
- Alucita eteoxantha (Meyrick, 1929)
- Alucita eudactyla
- Alucita eudasys (Diakonoff, 1954)
- Alucita eurynephela (Meyrick, 1929)
- Alucita euscripta
- Alucita ferruginea
- Alucita flavicincta
- Alucita flaviserta
- Alucita flavofascia
- Alucita fletcheriana
- Alucita fumosa
- Alucita grammodactyla Zeller, 1841
- Alucita granata
- Alucita habrophila
- Alucita helena
- Alucita hemicyclus
- Alucita hexadactyla
- Alucita hofmanni
- Alucita homotrocha
- Alucita huebneri Wallengren, 1859
- Alucita hypocosma
- Alucita iberica Scholz & Jackh, 1994
- Alucita idiocrossa
- Alucita illuminatrix
- Alucita imbrifera
- Alucita iranensis
- Alucita ischalea
- Alucita isodina
- Alucita ithycypha
- Alucita japonica
- Alucita jujuyensis
- Alucita karadagica Zagulajev, 2000
- Alucita kazachstanica
- Alucita klimeschi Scholz & Jackh, 1997
- Alucita kosterini Ustjuzhanin, 1999
- Alucita lackneri Gielis, 2009
- Alucita lalannei B.Landry & J.-F.Landry, 2004
- Alucita libraria
- Alucita longipalpella
- Alucita loxoschista
- Alucita lyristis
- Alucita mabilabolensis Gielis, 2009
- Alucita magadis
- Alucita major (Rebel, 1906)
- Alucita manneringi Gielis, 2009
- Alucita maxima
- Alucita megaphimus
- Alucita melanodactyla
- Alucita mesolychna
- Alucita microdesma (Meyrick, 1929)
- Alucita micrographa (Diakonoff, 1954)
- Alucita microscopica
- Alucita molliflua
- Alucita montana Barnes & Lindsey, 1921
- Alucita montigena
- Alucita mulciber
- Alucita myriodesma
- Alucita nannodactyla
- Alucita nasuta
- Alucita nephelotoxa
- Alucita niphodosema (Diakonoff, 1954)
- Alucita niphostrota
- Alucita nipsana Gielis, 2009
- Alucita nubifera
- Alucita objurgatella
- Alucita ochraspis (Meyrick, 1929)
- Alucita ochriprota
- Alucita ochrobasalis van Mastrigt & Gielis, 2009
- Alucita ochrozona
- Alucita ordubadi
- Alucita palodactyla Zeller, 1847
- Alucita panduris
- Alucita panolbia
- Alucita papuaensis Gielis, 2009
- Alucita patria
- Alucita pectinata Scholz & Jackh, 1994
- Alucita pepperella
- Alucita phanerarcha
- Alucita philomela
- Alucita photaula
- Alucita phricodes
- Alucita pinalea
- Alucita pliginskii Zagulajev, 2000
- Alucita plumigera
- Alucita pluvialis
- Alucita postfasciata
- Alucita proseni
- Alucita pselioxantha
- Alucita pseudohuebneri
- Alucita pterochroma (J.F.G.Clarke, 1986)
- Alucita punctiferella
- Alucita pusilla
- Alucita pygmaea
- Alucita rhaptica
- Alucita rhymotoma
- Alucita riggii
- Alucita ruens
- Alucita rutteni Gielis, 2009
- Alucita sakhalinica
- Alucita sailtavica
- Alucita semophantis (Meyrick, 1929)
- Alucita sertifera
- Alucita seychellensis
- Alucita sikkima
- Alucita spicifera
- Alucita stephanopsis
- Alucita straminea
- Alucita sycophanta
- Alucita synnephodactyla
- Alucita tandilensis
- Alucita tesserata
- Alucita thapsina
- Alucita toxophila
- Alucita trachydesma
- Alucita trachyptera
- Alucita triscausta
- Alucita tridentata Scholz & Jackh, 1994
- Alucita ussurica Ustjuzhanin, 1999
- Alucita vanmastrigti Gielis, 2009
- Alucita walmakensis Gielis, 2009
- Alucita wamenaensis Gielis, 2009
- Alucita withaari Gielis, 2009
- Alucita xanthodes
- Alucita xanthosticta
- Alucita xanthozona
- Alucita zonodactyla Zeller, 1847
- Alucita zumkehri Gielis, 2009
- Alucita zwieri Gielis, 2009